# آلن گولم
آلن گولم (به انگلیسی: Alain Goulem) (زاده ۷ مارس ۱۹۶۶) بازیگر کانادایی است.
از فیلم‌های معروف او می‌توان به بازی در فیلم سرقت اشاره کرد.